# Prix Kerjacques
Le Prix Kerjacques, Prix de la Société d'encouragement avant 1992, est une course hippique de trot attelé se déroulant en avril sur l'hippodrome de Vincennes.
C'est une course de Groupe II internationale réservée aux chevaux de 6 à 11 ans ayant gagné au moins 130 000 €.
Elle se court sur la distance de 2 700 mètres (grande piste), départ volté.
L'allocation s'élève à 120 000 €, dont 54 000 € pour le vainqueur. En 2018, Traders remporte la course en abaissant le record général des 2 700 mètres de Vincennes, avec une réduction kilométrique de 1'10"8.
L'épreuve honore depuis 1992 la mémoire de Kerjacques, l'un des plus célèbres trotteurs français, en particulier pour ses qualités d'étalon. Il fut lui-même vainqueur de cette épreuve avant qu'elle ne prenne son nom et nombre de ses successeurs sont ses descendants (Uzo Charmeur, Ulster du Cadran, Bonheur de Tillard, Draga, First de Retz, Grassano…). Avant 1992, la course se nommait Prix de la Société d'encouragement et avait été créée en 1962,.

## Palmarès depuis 1965
| Année | Vainqueur                                                      | Pays                                                           | Père                                                           | Driver                                                         | Entraîneur                                                     | Réd.km                                                         |
| ----- | -------------------------------------------------------------- | -------------------------------------------------------------- | -------------------------------------------------------------- | -------------------------------------------------------------- | -------------------------------------------------------------- | -------------------------------------------------------------- |
| 2025  | Inexess Bleu                                                   | France                                                         | Vittel de Brévol                                               | Alexandre Abrivard                                             | Laurent-Claude Abrivard                                        | 1'11"5                                                         |
| 2024  | Usain Töll                                                     | Italie                                                         | Googoo Gaagaa                                                  | Benjamin Rochard                                               | Vitale Ciotola                                                 | 1'11"1                                                         |
| 2023  | Étonnant                                                       | France                                                         | Timoko                                                         | Anthony Barrier                                                | Richard Westerink                                              | 1'11"3                                                         |
| 2022  | Course non disputée                                            | Course non disputée                                            | Course non disputée                                            | Course non disputée                                            | Course non disputée                                            | Course non disputée                                            |
| 2021  | Davidson du Pont                                               | France                                                         | Pacha du Pont                                                  | Nicolas Bazire                                                 | Jean-Michel Bazire                                             | 1'11"9                                                         |
| 2020  | Course non disputée (confinement dû à la pandémie de Covid-19) | Course non disputée (confinement dû à la pandémie de Covid-19) | Course non disputée (confinement dû à la pandémie de Covid-19) | Course non disputée (confinement dû à la pandémie de Covid-19) | Course non disputée (confinement dû à la pandémie de Covid-19) | Course non disputée (confinement dû à la pandémie de Covid-19) |
| 2019  | Cleangame                                                      | France                                                         | Ouragan de Celland                                             | Jean-Michel Bazire                                             | Jean-Michel Bazire                                             | 1'12"6                                                         |
| 2018  | Traders                                                        | France                                                         | Ready Cash                                                     | Yoann Lebourgeois                                              | Philippe Allaire                                               | 1'10"8                                                         |
| 2017  | Aubrion du Gers                                                | France                                                         | Memphis du Rib                                                 | Jean-Michel Bazire                                             | Jean-Michel Bazire                                             | 1'12"4                                                         |
| 2016  | Timoko                                                         | France                                                         | Imoko                                                          | Björn Goop                                                     | Richard Westerink                                              | 1'12"3                                                         |
| 2015  | Ustinof du Vivier                                              | France                                                         | Look de Star                                                   | Matthieu Abrivard                                              | Sébastien Guarato                                              | 1'13"3                                                         |
| 2014  | Timoko                                                         | France                                                         | Imoko                                                          | Björn Goop                                                     | Richard Westerink                                              | 1'12"7                                                         |
| 2013  | Royal Dream                                                    | France                                                         | Love You                                                       | Jean-Philippe Dubois                                           | Philippe Moulin                                                | 1'13"1                                                         |
| 2012  | Main Wise As                                                   | Pays-Bas                                                       | Yankee Glide                                                   | Sébastien Ernault                                              | Mike Lenders                                                   | 1'13"                                                          |
| 2011  | Quilon du Châtelet                                             | France                                                         | Giant Cat                                                      | Franck Nivard                                                  | Axel Lenoir                                                    | 1'12"7                                                         |
| 2010  | Orlando Sport                                                  | France                                                         | Hand du Vivier                                                 | Sébastien Baude                                                | Roger Coueffin                                                 | 1'13"7                                                         |
| 2009  | One du Rib                                                     | France                                                         | First de Retz                                                  | Jean-Loïc-Claude Dersoir                                       | Joël Hallais                                                   | 1'13"                                                          |
| 2008  | Kito du Vivier                                                 | France                                                         | Quito de Talonay                                               | Franck Nivard                                                  | Franck Boismartel                                              | 1'14"3                                                         |
| 2007  | Course non disputée                                            | Course non disputée                                            | Course non disputée                                            | Course non disputée                                            | Course non disputée                                            | Course non disputée                                            |
| 2006  | Jag de Bellouet                                                | France                                                         | Viking's Way                                                   | Christophe Gallier                                             | Christophe Gallier                                             | 1'13"1                                                         |
| 2005  | Lady d'Auvrecy                                                 | France                                                         | Dorenzo                                                        | Sébastien Baude                                                | Franck Harel                                                   | 1'13"9                                                         |
| 2004  | Jaminska                                                       | France                                                         | Jet du Vivier                                                  | Pierre Levesque                                                | Pierre Levesque                                                | 1'13"8                                                         |
| 2003  | Igor de Miennais                                               | France                                                         | Vivier de Montfort                                             | Michel Lenoir                                                  | Claude-Marie Fougères                                          | 1'13"5                                                         |
| 2002  | Grassano                                                       | France                                                         | Ultra Ducal                                                    | Paul Viel                                                      | Paul Viel                                                      | 1'16"4                                                         |
| 2001  | Éros du Rocher                                                 | France                                                         | Quito de Talonay                                               | Ulf Nordin                                                     | Ulf Nordin                                                     | 1'15"8                                                         |
| 2000  | First de Retz                                                  | France                                                         | Podosis                                                        | Pierre Levesque                                                | Philippe Allaire                                               | 1'15"8                                                         |
| 1999  | Famous Lad                                                     | Danemark                                                       | Gridiron Lad                                                   | Heinz Wewering                                                 | Heinz Wewering                                                 | 1'14"4                                                         |
| 1998  | Draga                                                          | France                                                         | Postock                                                        | Michel Lenoir                                                  | Michel Lenoir                                                  | 1'16"9                                                         |
| 1997  | Capriccio                                                      | France                                                         | Sharif di Iesolo                                               | Pierre Levesque                                                | Pierre Levesque                                                | 1'15"2                                                         |
| 1996  | Abo Volo                                                       | France                                                         | Lurabo                                                         | Jos Verbeeck                                                   | Paul Viel                                                      | 1'16"5                                                         |
| 1995  | Bonheur de Tillard                                             | France                                                         | Podosis                                                        | Jean-Claude Hallais                                            | Jean-Claude Hallais                                            | 1'15"                                                          |
| 1994  | Abo Volo                                                       | France                                                         | Lurabo                                                         | Paul Viel                                                      | Paul Viel                                                      | 1'15"8                                                         |
| 1993  | Ulster du Cadran                                               | France                                                         | Kilt du Cadran                                                 | Jacques-Henri Treich                                           | Jacques-Henri Treich                                           | 1'16"6                                                         |
| 1992  | Uzo Charmeur                                                   | France                                                         | Moktar                                                         | Alain Laurent                                                  | Paul Viel                                                      | 1'18"                                                          |
| 1991  | Réussite de Rozoy                                              | France                                                         | Chambon P                                                      | Roger Baudron                                                  | Roger Baudron                                                  | 1'18"                                                          |
| 1990  | Rêve d'Udon                                                    | France                                                         | Éjakval                                                        | Yves Dreux                                                     | Bernard Desmontils                                             | 1'17"2                                                         |
| 1989  | Rêve d'Udon                                                    | France                                                         | Éjakval                                                        | Yves Dreux                                                     | Bernard Desmontils                                             | 1'16"3                                                         |
| 1988  | Potin d'Amour                                                  | France                                                         | Chambon P                                                      | Jan Kruithof                                                   | Jan Kruithof                                                   | 1'18"1                                                         |
| 1987  | Ourasi                                                         | France                                                         | Greyhound                                                      | Jean-René Gougeon                                              | Jean-René Gougeon                                              | 1'19"                                                          |
| 1986  | Ourasi                                                         | France                                                         | Greyhound                                                      | Jean-René Gougeon                                              | Jean-René Gougeon                                              | 1'18"1                                                         |
| 1985  | Néric Barbés                                                   | France                                                         | Caprior                                                        | Jean-Luc Bigeon                                                | Jean-Luc Bigeon                                                | 1'17"3                                                         |
| 1984  | Lapito                                                         | France                                                         | Dogan                                                          | Joël Hallais                                                   | Joël Hallais                                                   | 1'16"9                                                         |
| 1983  | Mon Tourbillon                                                 | France                                                         | Amyot                                                          | Jean-Pierre Viel                                               | Jean-Pierre Viel                                               | 1'19"1                                                         |
| 1982  | Ino Ludois                                                     | France                                                         | Quioco                                                         | Marc Bonhomme                                                  | Marc Bonhomme                                                  | 1'18"5                                                         |
| 1981  | Jiosco                                                         | France                                                         | Quioco                                                         | Jean-René Gougeon                                              | Henri Levesque                                                 | 1'18"4                                                         |
| 1980  | Ianthin                                                        | France                                                         | Vésuve T                                                       | Paul Delanoë                                                   | Paul Delanoë                                                   | 1'17"1                                                         |
| 1979  | Grandpré                                                       | France                                                         | Quouick JL                                                     | Richard-William Denéchère                                      | Pierre-Désiré Allaire                                          | 1'16"5                                                         |
| 1978  | Grandpré                                                       | France                                                         | Quouick JL                                                     | Pierre-Désiré Allaire                                          | Pierre-Désiré Allaire                                          | 1'16"9                                                         |
| 1977  | Colomba II                                                     | France                                                         | Fandango                                                       | Gérard Mottier                                                 |                                                                | 1'17"6                                                         |
| 1976  | Clissa                                                         | France                                                         | Quioco                                                         | Michel-Marcel Gougeon                                          |                                                                |                                                                |
| 1975  | Axius                                                          | France                                                         | Le Postillon                                                   | Gérard Mascle                                                  |                                                                | 1'18"4                                                         |
| 1974  | Axius                                                          | France                                                         | Le Postillon                                                   | Michel-Marcel Gougeon                                          |                                                                | 1'16"9                                                         |
| 1973  | Ali Baba                                                       | France                                                         | Harold D III                                                   | Jean-René Gougeon                                              |                                                                | 1'17"3                                                         |
| 1972  | Bébé du Parnasse                                               | France                                                         | Forator                                                        | Roger Bricaud                                                  |                                                                | 1'18"2                                                         |
| 1971  | Villequier B                                                   | France                                                         | Kerjacques                                                     | Gérard Mascle                                                  |                                                                | 1'17"                                                          |
| 1970  | Triomphe II                                                    | France                                                         | Écusson                                                        | Jean Mary                                                      |                                                                | 1'18"9                                                         |
| 1969  | Tivaty Pelo                                                    | France                                                         | Carioca II                                                     | Jean Mary                                                      |                                                                | 1'19"8                                                         |
| 1968  | ?                                                              |                                                                |                                                                |                                                                |                                                                |                                                                |
| 1967  | Rex Grandchamp                                                 | France                                                         | Luth Grandchamp                                                | Jean-René Gougeon                                              |                                                                |                                                                |
| 1966  | Quinquéza                                                      | France                                                         |                                                                | Louis Sauvé                                                    |                                                                | 1'20"6                                                         |
| 1965  | Œuf de Pâques II                                               | France                                                         | Hermès D                                                       | Simon                                                          |                                                                |                                                                |

## Sources
- Pour les conditions de course et les dernières années du palmarès :
  - site de la SETF (Prix Kerjacques)
  - site de la SETF (Prix de la Société d'encouragement)
- Pour les courses plus anciennes :
  - archives des quotidiens  (Ouest-France, Sud-Ouest…)